# Salanganen
Die Salanganen (Collocaliini) sind eine Tribus innerhalb der Familie der Segler (Apodidae), zu der
knapp dreißig Vogelarten gerechnet werden. Salanganen kommen in Indien, Südostasien, Australien und auf den Inseln des Indischen Ozeans sowie des Südwest-Pazifiks vor. Die Salanganen sind sehr kleine bis kleine Segler, die Zwergsalangane (Collocalia troglodytes) als kleinste Art weist eine Körperlänge von 9 Zentimetern auf, die Riesensalangane (Hydrochous gigas) ist als größte Art mit einer Körperlänge von 16 Zentimetern etwas größer als mitteleuropäische Schwalben. Einige Salanganenarten verfügen über die für Vögel ungewöhnliche Fähigkeit zur Echoortung.

## Essbare Vogelnester
Die meisten Seglerarten benutzen Speichel zum Bau des Nests, dieses Verhalten ist bei den Salanganen am deutlichsten ausgeprägt. Die Weißnestsalangane (Aerodramus fuciphagus) baut ihr Nest ausschließlich aus Speichel auf. Diese beinahe weißen und wie Wasserglas aussehenden Nester sind die beliebtesten „essbaren Schwalbennester“, die wesentliche Zutat der Schwalbennestersuppe. Aber auch die von den Schwarznestsalanganen (Aerodramus maximus) gebauten sogenannten schwarzen Nester, die neben Speichel hauptsächlich aus Federn bestehen, gelten als Delikatesse. Die Beliebtheit dieser Vogelnester macht Maßnahmen zum Schutz dieser Arten erforderlich.

## Brutplätze und Echoortung
Die meisten Arten der Salanganen brüten in großen Kolonien in dunklen Höhlen, einige an den Küsten, andere im Binnenland. Die Kolonien sind teilweise riesig, die Individuenzahl der in den Niah-Höhlen im malaysischen Bundesstaat Sarawak nistenden Salanganen wurde 1931 noch auf über zwei Millionen geschätzt, im Jahr 1999 war der Bestand allerdings aufgrund der kulinarischen Verwertung der Nester auf ungefähr 300.000 eingebrochen.
Einige der Salanganenarten verfügen über gut entwickelte Fähigkeiten zur Echoortung. Dies ist eine sehr ungewöhnliche Fähigkeit bei Vögeln, die außer bei den Salanganen nur beim südamerikanischen Fettschwalm (Steatornis caripensis) zu finden ist. Im Gegensatz zu Fledermäusen benötigen die Salanganen diese Fähigkeit offenbar nicht zur Lokalisierung von Beutetieren in der Luft, sondern die Echoortung gibt ihnen die Möglichkeit, in dunklen Höhlen zu nisten. Zudem sind sie dadurch in der Lage, abends länger auf Insektenjagd zu gehen, ohne ein Problem beim Aufsuchen des Nistplatzes in großer Dunkelheit zu haben.

## Systematik
Die Systematik der Salanganen ist äußerst umstritten. Ernst Mayr bezeichnete sie 1937 als das schwierigste Problem der Taxonomie der Vögel. Ursprünglich wurden alle Salanganen einer einzigen Gattung zugeordnet, nämlich Collocalia. In der Folgezeit wurden Aufteilungen auf mehrere Gattungen diskutiert, und die Arten wurden – basierend auf äußerlichen Merkmalen und Unterschieden in der Brutbiologie – mehrfach umsortiert, bis 1970 eine von R. K. Brooke vorgenommene Aufteilung der Salanganen auf drei Gattungen verhältnismäßig breite Anerkennung fand. Auch diese Aufteilung wurde zwischenzeitlich von einigen Autoren wieder verworfen, aber durch einige seit 2003 durchgeführte molekulargenetische Untersuchungen bestätigt. Diese unter anderem anhand des mitochondrialen Cytochrome-b-Genabschnitts durchgeführten Untersuchungen belegen auch, dass die Salanganen monophyletisch sind.
In der ursprünglich alle Arten umfassenden Gattung Collocalia verblieben die Segler mit glänzendem Gefieder, die nicht über die Fähigkeit zur Echoortung verfügen. Der Gattung Hydrochous gehört nur die an Wasserfällen brütende Riesensalangane an. Die restlichen Arten, die ein nicht glänzendes, graues Gefieder aufweisen, bilden die Gattung Aerodramus. Diese Arten verfügen über die Fähigkeit zur Echoortung.
Ein weiterer Widerspruch tauchte auf, als nachgewiesen wurde, dass die zur Gattung Collocalia zählende Zwergsalangane (C. troglodytes) über die Fähigkeit zur Echoortung verfügt. Damit hat diese Eigenschaft ihre herausragende Bedeutung zur Unterscheidung zwischen den Gattungen Aerodramus und Collocalia verloren. Eine Forschergruppe um Henri Thomassen vermutete 2005, dass die Echoortung bei der Zwergsalangane durch konvergente Evolution entstanden ist. Obwohl die Monophylie von Aerodramus und Collocalia auch bei diesen Untersuchungen betätigt wurde, zogen die Autoren in Erwägung, alle Salanganen wieder in einer Gattung zu vereinen, da es nun kein eindeutiges äußeres Merkmal mehr zur Unterscheidung gibt.
Ein zusätzlicher umstrittener Aspekt ist die Einordnung der Gattung Schoutedenapus, über die sehr wenig bekannt ist. Aufgrund ihrer äußerlichen Ähnlichkeit wurden die beiden Arten dieser Gattung ursprünglich der Gattung Apus zugeordnet. Aufgrund ihrer abweichenden Zehenanordnung – anisodactyl statt wie bei den anderen Apus-Arten pamprodactyl – wurden die Arten in eine eigene Gattung gestellt, nämlich Schoutedenapus. Die Zuordnung dieser Gattung ist aufgrund widersprüchlicher Merkmale schwierig, so wurde neben der Zuordnung zur Tribus Apondini auch eine Zuordnung zur Unterfamilie Cypselodinae in Betracht gezogen. Die Lautäußerungen des Mausseglers wiederum ähneln den Klick-Lauten der echoortenden Salanganen, so dass die Gattung Schoutedenapus derzeit mangels sinnvoller Alternativen üblicherweise diesen zugeordnet wird.
Folgende Gattungen werden üblicherweise unterschieden:
- Tribus: Salanganen (Collocaliini)
  - Gattung: Collocalia mit 3 Arten
  - Gattung: Aerodramus mit 22 Arten
  - Gattung: Hydrochous mit einziger Art Riesensalangane (H. gigas)
  - Gattung: Schoutedenapus mit 2 Arten